# Giovanni Mocenigo
Giovanni Mocenigo (Venezia, 1409 – Venezia, 4 novembre 1485) è stato il 72º doge della Repubblica di Venezia dal 18 maggio 1478 alla sua morte.

## Biografia
Figlio di Leonardo e Francesca Molin, visse un po' all'ombra del fratello Pietro e non fece un'importante carriera nel settore pubblico, anche se secondo alcune ipotesi ciò potrebbe esser dovuto al fatto che, avendo già il fratello incarichi di somma importanza, il governo veneziano volesse evitare d'accentrare troppo potere in capo alla stessa famiglia.
Era sposato con Taddea Michiel, morta di peste il 23 ottobre 1479.

## Dogato
Venne eletto all'ottavo scrutinio, il 18 maggio 1478. Ottenne il minimo di voti per farsi eleggere (25 su 41).
Il suo dogato s'aprì con le ultime azioni belliche della prima lunga guerra turco-veneta (1463-1479) che ormai volgeva alla conclusione. La sproporzione di forze costrinse la Repubblica a una onerosa pace (25 gennaio 1479) con il Trattato di Costantinopoli (1479), che la costrinse a cedere molte strategiche fortezze e a pagare pesanti tributi per poter commerciare liberamente nelle terre dell'impero turco.
Conclusa la lunga guerra giunse inaspettata la peste che, dopo aver falciato la maggior parte della popolazione cittadina, si portò via anche la dogaressa. Anche il doge s'ammalò ma riuscì a sopravvivere.
Nel 1480 intanto, pacificato il Levante, aumentò la tensione nella terraferma. Venezia, ormai potenza nazionale, vedeva di mal occhio le pretese sul Polesine del duca di Ferrara Ercole d'Este spalleggiato dal re di Napoli Ferdinando. Grazie a un'alleanza d'interesse con papa Sisto IV (che sperava d'ottenere benefici per suo nipote, Girolamo Riario) Venezia entrò in guerra e sconfisse il duca; ininfluente fu persino il passaggio del pontefice nello schieramento avverso (sempre per motivi d'opportunismo) e il 7 agosto 1484 fu firmata la pace di Bagnolo che consegnò il Polesine alla Repubblica.
Nel frattempo, il 14 settembre 1483, un incendio aveva distrutto Palazzo Ducale ed erano prontamente cominciati dispendiosi lavori di ristrutturazione.
Il doge Mocenigo però, sempre più vecchio, nell'estate 1485 venne colpito per la seconda volta dalla peste e questa volta non riuscì a sopravvivere. Morì il 14 settembre e venne sepolto in tutta fretta e in segreto a seguito dello svilupparsi del contagio nella città, cosa che sconsigliava assembramenti di persone. Si decise così inizialmente di seppellirlo nella tomba dello zio Tommaso ai Santi Giovanni e Paolo, mentre solo in seguito, probabilmente nei primi decenni del XVI secolo, si affidò a Tullio Lombardo e alla sua bottega l'erezione del monumento funebre del doge nella controfacciata della stessa chiesa, fiancheggiando quello eretto in onore dell'altro doge Mocenigo, suo fratello Pietro.

## Nella cultura di massa
È presente nel videogioco Assassin's Creed II. Nel gioco muore avvelenato dal templare Carlo Grimaldi, con l'obbiettivo di far divenire doge Marco Barbarigo.